# Szegedi Wu De Iskola
A Szegedi Wu De Iskola egy kínai eredetű, modern harcművészeti stílust oktató iskola Szegeden.

## Működése
A Szegedi Wu De Iskolában az oktatók Kínából származó Wing Tsun kungfu- és csikungoktatással igyekeznek minden alkalommal adni valamit a diákoknak, amit az alapvetően nyugati szemléletű értékrendjükkel össze tudnak egyeztetni, ezáltal bővíteni a látószögüket, vagy egyszerűen csak fókuszba hozni az egyszerűséget, a tisztaságot, az állhatatosságot, a becsületet, a tisztességet és más erényeket (vutö).

## Oktatók
Az edzések Kovács Eszter és dr. Kovács Milán vezetésével zajlanak.
Kovács Eszter korábbi tanulmányai során 1994-től kezdődően tanulja, 1999-től oktatja a Wing Tsun kungfustílust. 1996-ban kezdett el a csikunggal ismerkedni és 2007 óta tart rendszeresen chi-kung foglalkozásokat. Tanulmányai során hat alkalommal járt Kínában, ahol a tudását mélyítette. A kínai nyelv alapjaival sikeres nyelvvizsgáig menően ismerkedett meg, ezáltal is közelebb kerülve a fogalomírás útján is a kínai gondolkodáshoz. Civil pályafutása során angoltanár és hungarológia diplomát szerzett a Szegedi Tudományegyetem Bölcsészettudományi Karán, jelenleg az angol alkalmazott nyelvészeti tanszék kutatói munkájában PhD hallgatóként vesz részt. Nyelvi érdeklődése során elsajátította az európai nyelvek közül az angol, a német, a francia, a spanyol, az olasz, a portugál és a lengyel nyelvet, az ázsiai nyelvek közül japán és kínai nyelvből rendelkezik nyelvvizsgával. Jelenleg két gyermekes családanya.
Dr. Kovács Milán a kungfutanulmányait 2010-ben kezdte meg a Kovács Eszter irányításával működő iskolában, korábban 1996 és 1998 között ismerkedett meg a stílus alapjaival. A civil életben orvos, baleseti sebész, a hagyományos kínai orvoslás iránt is érdeklődő szakember, aki a foglalkozásokon nem csak felügyeleti munkát, hanem aktív tanácsadást is végez a résztvevők körében.